# Gastrotheca
Gastrotheca és un gènere de granotes que es troba a l'Amèrica Central i a Sud-amèrica. També són conegudes com a granotes marsupials. Inclou les següents espècies:
- Gastrotheca abdita
- Gastrotheca albolineata
- Gastrotheca andaquiensis
- Gastrotheca angustifrons
- Gastrotheca antomia
- Gastrotheca argenteovirens
- Gastrotheca atympana
- Gastrotheca aureomaculata
- Gastrotheca bufona
- Gastrotheca carinaceps
- Gastrotheca christiani
- Gastrotheca chrysosticta
- Gastrotheca cornuta
- Gastrotheca dendronastes
- Gastrotheca dunni
- Gastrotheca espeletia
- Gastrotheca excubitor
- Gastrotheca fissipes
- Gastrotheca galeata
- Gastrotheca gracilis
- Gastrotheca griswoldi
- Gastrotheca guentheri
- Gastrotheca helenae
- Gastrotheca lateonota
- Gastrotheca lauzuricae (De la Riva, 1992). Espècie endèmica de Bolívia que habita en montans tropicals o subtropicals secs. Està amenaçada d'extinció per la destrucció de l'hàbitat.
- Gastrotheca litonedis
- Gastrotheca longipes
- Gastrotheca marsupiata
- Gastrotheca microdiscus
- Gastrotheca monticola
- Gastrotheca nicefori
- Gastrotheca ochoai
- Gastrotheca orophylax
- Gastrotheca ossilaginis
- Gastrotheca ovifera
- Gastrotheca pacchamama
- Gastrotheca peruana
- Gastrotheca phalarosa
- Gastrotheca piperata
- Gastrotheca plumbea
- Gastrotheca pseustes
- Gastrotheca psychrophila
- Gastrotheca rebeccae
- Gastrotheca riobambae
- Gastrotheca ruizi
- Gastrotheca splendens
- Gastrotheca stictopleura
- Gastrotheca testudinea
- Gastrotheca trachyceps
- Gastrotheca walkeri
- Gastrotheca weinlandii
- Gastrotheca williamsoni
- Gastrotheca zeugocystis